# L'avvenire di un'illusione
(Sigmund Freud)
L'avvenire di un'illusione (titolo originale: Die Zukunft einer Illusion, 1927) è un'opera di Sigmund Freud che tratta dell'origine psicologica della religione e il suo avvenire nella cultura.
La tesi fondamentale di Freud è che non esistano "bisogni religiosi" ma solo bisogni psicologici.

## La religione come illusione
Freud descrive la religione come una illusione, ossia «l'incarnazione dei più antichi, forti e profondi desideri del genere umano» (capitolo 6).

Freud distingue in modo preciso fra illusioni ed errori. Egli cita come esempio di errore alcune ipotesi scientifiche, come quella di Aristotele che affermava che i parassiti si sviluppino dalla sporcizia (per generazione spontanea), mentre pone come esempio di illusione la «affermazione fatta da taluni nazionalisti che la razza indogermanica sia la sola capace di portare la civiltà»: infatti, questa affermazione è semplicemente l'espressione di un desiderio.
Freud aggiunge inoltre che un'illusione non è necessariamente falsa: egli fa l'esempio di una ragazza convinta che un giorno verrà un principe azzurro per sposarla. Benché questo desiderio sia di improbabile realizzazione, non è però impossibile. Ciò che rende la convinzione della ragazza un'illusione è proprio il fatto che essa sia semplicemente una proiezione dei suoi più profondi desideri. 
Tuttavia, di fronte alla affermazione che - data la nostra ignoranza - sarebbe lecito credere in una divinità, Freud risponde: «Se mai ci sia stato il caso di una cattiva scusa, ecco noi lo abbiamo qui. L'ignoranza è ignoranza; nessun diritto a credere in qualcosa può essere derivato da essa.» («Wenn die Verurteilung "faule Ausrede" je am Platze war, so hier. Die Unwissenheit ist die Unwissenheit; kein Recht etwas zu glauben leitet sich aus ihr ab.»).
Certamente la scienza non risponde in modo immediato a tutte le ansie dell'uomo moderno, ma «la nostra scienza non è un'illusione. Sarebbe invece un'illusione credere di poter ottenere da altre fonti ciò che essa non è in grado di darci».
La religione è l'espressione di un "complesso del padre": l'uomo, cosciente del suo destino finito ed in lotta con le forze della natura, si rivolge a Dio come «un bambino desideroso del padre». In particolare, secondo Freud, «la religione sarebbe la nevrosi ossessiva universale dell'umanità; come quella del bambino, essa ha tratto origine dal complesso edipico, dalla relazione paterna».
Freud sottolinea che «gli Dèi svolgono un triplice compito: essi esorcizzano il terrore delle forze naturali, riconciliano l'uomo con la crudeltà del Fato, in particolare nella forma della morte, e offrono una consolazione per le sofferenze e le privazioni che una vita civilizzata ha imposto».

## Sull'educazione irreligiosa
Nel discutere il futuro dell'illusione religiosa, affronta il problema della presenza della religione nell'educazione dei bambini. Egli è convinto che «forse c'è da scoprire un tesoro che può arricchire la civiltà: ed è che vale la pena di tentare un'educazione irreligiosa».
La tesi di Freud è che non sia accettabile inculcare le dottrine religiose ai bambini, ossia in un'età in cui essi non hanno né interesse per esse, né la capacità di coglierne la portata.
Il ruolo dato alla religione nella pedagogia tradizionale conferma esso stesso la natura nevrotica della religione:
«S'impone allora l'idea che la religione sia paragonabile a una nevrosi infantile, ed è abbastanza ottimista da supporre che l'umanità supererà tale fase nevrotica al modo stesso in cui, crescendo, molti bambini guariscono dalla loro analoga nevrosi».

## Edizioni
- Sigmund Freud e Oskar Pfister, L'avvenire di un'illusione. L'illusione di un avvenire, traduzione di Sandro Candreva, collana Temi, Bollati Boringhieri, 1990,  p. 199, ISBN 88-339-0549-7.